# Драгомірешть (Димбовіца)
Драгомірешть, Драгомірешті (рум. Dragomirești) — село у повіті Димбовіца в Румунії. Входить до складу комуни Драгомірешть.
Село розташоване на відстані 79 км на північний захід від Бухареста, 8 км на захід від Тирговіште, 137 км на північний схід від Крайови, 85 км на південь від Брашова.

## Населення
За даними перепису населення 2002 року у селі проживали 1889 осіб, усі — румуни. Усі жителі села рідною мовою назвали румунську.